# Sophora masafuerana
Sophora masafuerana es una especie vegetal angiosperma de la familia Fabaceae, que es endémica de la isla Alexander Selkirk en el  Archipiélago de Juan Fernández en Chile.
Actualmente se encuentra amenazada por la destrucción de su hábitat, y la desaparición de su principal polinizador, Sephanoides fernandensis leyboldi, una subespecie del Picaflor de Juan Fernández.

## Descripción
Es un árbol tronco ramificado, que puede alcanzar hasta unos 10 m de altura, aunque en la isla se presenta como arbusto, debido a la fuerza del viento. Tiene hojas compuestas imparipinnadas, de unos 10 cm de longitud y que pueden estar formadas por entre 8 y 12 pares de folíolos de forma subredondeada y glabros en el haz. 

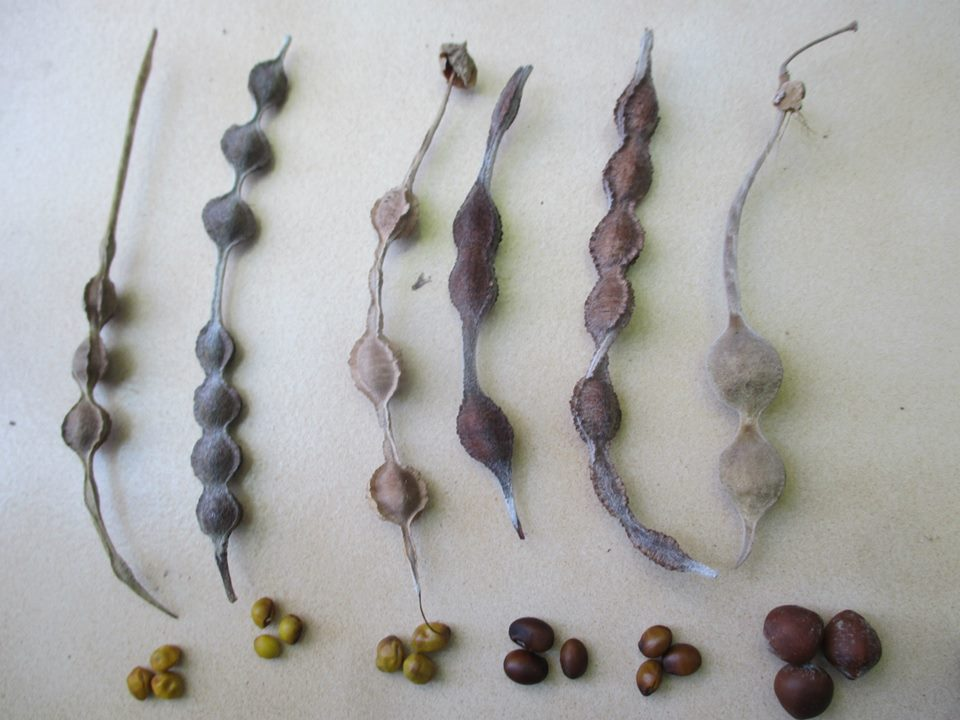
frutos de varias especies de Sophora chilenas. la quinta muestra corresponde a Sophora masafuerana.

Produce flores zigomorfas amarillas agrupadas en racimos colgantes y su fruto es una legumbre densamente pubescente con estrangulaciones entre cada septo, el cual contiene normalmente, más de 4 semillas ovaladas, de color castaño-amarillenta.